# El gallo pitagórico
El gallo pitagórico es una obra satírica, de crítica política e ideología liberal escrita por el mexicano Juan Bautista Morales entre 1842 y 1844. Su narrativa describe el sorpresivo encuentro de un hombre, Erasmo Luján, con un gallo que habla y en el que habita el alma de Pitágoras.

## Publicación
El gallo pitagórico fue publicado por entregas parciales como una columna de crítica política y de costumbres en el periódico El Siglo Diez y Nueve de 1842 a 1844. Debido a su éxito, los artículos fueron compilados y publicados en forma de libro en 1845 con litografías de Plácido Blanco, Joaquín Heredia, y  Casimiro Castro  en la imprenta de Ignacio Cumplido. Esta edición contenía una nota biográfica del autor escrita por Francisco Zarco.
Inspirado en este trabajo de Juan Bautista Morales, Niceto de Zamacois publicó en 1855 el Testamento del gallo pitagórico: obra satírica, jocosa, crítica, burlesca y de carcajadas, escrita para escarmiento de pícaros y regocijo de honrados. La obra de Bautista es considerada como uno de los mejores ejemplos de crónica política y satírica publicados en México durante el siglo XIX, por tal motivo ha sido reeditada en varias ocasiones: entre ellas se encuentra la edición de la Universidad Nacional Autónoma de México de 1940 y la del Fondo de Cultura Económica de 1997.

## Estructura y contenido
El libro está conformado por seis partes:
- Diálogo entre Erasmo Luján y el gallo.
- Diálogo entre los mismos.
- El Congreso de los dioses.
- Oración fúnebre: romántico-político-moral, que el M.R. P. Fr. Supino, religioso observante, pronunció en los potreros de Balbuena.
- El gallo pitagórico: función de teatro extraordinaria ejecutada en las zahurdas de Plutón.
- Juicio criminal celebrado entre los jueces, Minos, Eaco y Radamanto.

A lo largo de la obra se critican  los defectos de los hombres y de las sociedades de su tiempo: griegos, ingleses, franceses y angloamericanos. De la sociedad mexicana se critican en especial sus vicios, las carencias de sus dirigentes militares, legislativos y judiciales, el despilfarro de la administración de Antonio López de Santa Anna y de la Junta de Notables de 1843, a los prestamistas y a los agiotistas. De forma satírica se narra la huida de Santa Anna y de su tropas cuando intentó suprimir el pronunciamiento del general Mariano Paredes Arrillaga en Guadalajara.